# William Manning (homme politique britannique)
Pour les articles homonymes, voir William Manning et Manning.
William Manning (1er décembre 1763 - 17 avril 1835) est un négociant et homme politique britannique, gouverneur de la Banque d'Angleterre entre 1812 et 1814.

## Biographie
Il est élu député dans les circonscriptions d'Eyesham, Lymington et Penryn et travaille en parallèle comme négociant dans les Caraïbes. Il s'investit aussi dans l'Australian Agricultural Company allant jusqu'à en devenir son directeur. La rivière Manning, située dans la province du New South Wales en Australie, a été nommée en son nom.
Il passe sa vie à Copped Hall à Totteridge et sa femme Mary, avec les conseils d'Humphry Repton fait endiguer la Folly Brook, ruisseau affluent de la rivière Brent, elle-même affluent de la Tamise, afin de créer le lac Darland (aujourd'hui réserve naturelle).

## Sources
- (en) Cet article est partiellement ou en totalité issu de l’article de Wikipédia en anglais intitulé « William Manning (British politician) » (voir la liste des auteurs).
- (en) Biographie sur le site de The History of Parliament
- (en) Liste des contributions et interventions de William Manning au Parlement